# Peronia peronii
Peronia peronii är en snäckart som först beskrevs av Cuvier 1804.  Peronia peronii ingår i släktet Peronia och familjen Onchidiidae. Inga underarter finns listade i Catalogue of Life.